# Alej (dopływ Obu)
Alej (ros. Алей) – rzeka w azjatyckiej części Rosji, lewy dopływ Obu. Przepływa przez Kraj Ałtajski. Długość rzeki – 858 km. Powierzchnia dorzecza – 21 000 km².
Źródła rzeki znajdują się w Kazachstanie i jej ciek przez około 5 km znajduje się na terytorium obwodu wschodniokazachstańskiego. W górnym biegu znajduje się zbiornik retencyjny  który przyjmuje rzekę i jeden z jej dopływów. W dalszym biegu przepływa przez stepowy Płaskowyż Nadobski.
Rzekę zasilają dopływy uźródłowione na pogórzu gór Ałtaj
Zasilanie deszczowe i śniegowe. Średni roczny przepływ wody – 33,8 m³/s. Skuta lodem od listopada do kwietnia. Jej wody wykorzystywane są do celów irygacyjnych.
Doliny rzeki i jej dopływów są gęsto zaludnione. Miasta nad rzeką: Rubcowsk i Alejsk.